# Doreen Valiente
Pour les articles homonymes, voir Valiente.
Doreen Edith Dominy Vlachopoulos Valiente (4 janvier 1922, Mitcham, Angleterre - 1er septembre 1999, Brighton) était un membre d'un des premiers covens wiccas dirigés par Gerald Gardner. Elle a ensuite écrit plusieurs livres participant à la diffusion et à la connaissance de la Wicca.

## Biographie
Née Doreen Dominy, fille de parents chrétiens, la jeune Doreen est persuadée dès son plus jeune âge de posséder des pouvoirs magiques. Valiente est le nom de son second mari, épousé en 1944.
Peu après que Gardner a rendu publiques ses proclamations d'avoir été initié dans le culte survivant des sorcières, il fut rejoint par Valiente en 1952, laquelle collabora avec lui à la création de rituels.
Valiente devint la grande prêtresse de Gardner en 1953, et écrivit plusieurs poèmes à l'usage des Wiccans, y compris une version retravaillée de la Charge de la Déesse, et l'aida aussi à formuler le « Wiccan Rede » (Guiley p348). Cependant, le désir de publicité grandissant de Gardner provoqua un conflit avec Valiente. Quand elle tenta de prendre barre sur lui, il proposa soudainement les « Lois wiccanes » en 1957, qui contiennent des passages sexistes et reprennent l'enfer chrétien. Doreen Valiente ne pouvait pas les accepter, et rompit avec Gardner pour créer son propre coven, et rejoindre celui de Robert Cochrane après la mort de Gardner (Valiente 1989). 
Dans les années 1970, elle publia une série de livres et devint peu à peu une référence pour les pratiquants de la Wicca. Elle entra même dans le Dictionary of National Biography. Active à promouvoir la sorcellerie moderne et le néo-paganisme, elle avait particulièrement à cœur de souligner que le mouvement n'avait aucun lien avec le satanisme.
Sans chercher à se mettre en avant, elle a aussi soutenu le développement de la Pagan Federation. Face aux remarques des sceptiques, elle a tenté de fournir des preuves de l'initiation de Gardner, notamment en identifiant Dorothy Clutterbuck en 1980, dans un essai publié dans Eight Sabbats for Witches de Janet Farrar et Stewart Farrar. Cette personne n'était cependant pas une sorcière et la version de Gardner est toujours sujette à caution.
D'après Leo Ruickbie et Ronald Hutton, Valiente fut "la mère de la sorcellerie moderne", elle joua un rôle crucial en réécrivant le matériel rituel original de Gardner.